# Boku, Otaryman.
Boku, Otaryman. (ぼく、オタリーマン。?) è una serie manga umoristica e parzialmente autobiografica del mangaka Yoshitani. Pubblicata dal 2007 da Chuukei Shuppan l'opera ha per protagonista lo stesso Yoshitani, salaryman impregnato di cultura otaku.

## Trama
Yoshitani, giovane con spiccate caratteristiche otaku, lavora come impiegato in un'azienda. Goffo e schivo, ogni giorno per lui il lavoro d'ufficio e il contatto umano sono fonte di grande frustrazione e costante sfida. Il suo atteggiamento negativo lo portano, inoltre, ad affrontare solitamente ben più di una sola imbarazzante disavventura.

## Personaggi
Yoshitani
Doppiato da Mamoru Miyano
Minamoto-san
Doppiata da Rie Kugimiya
Mascotte e narratrice.